# Little Blue River

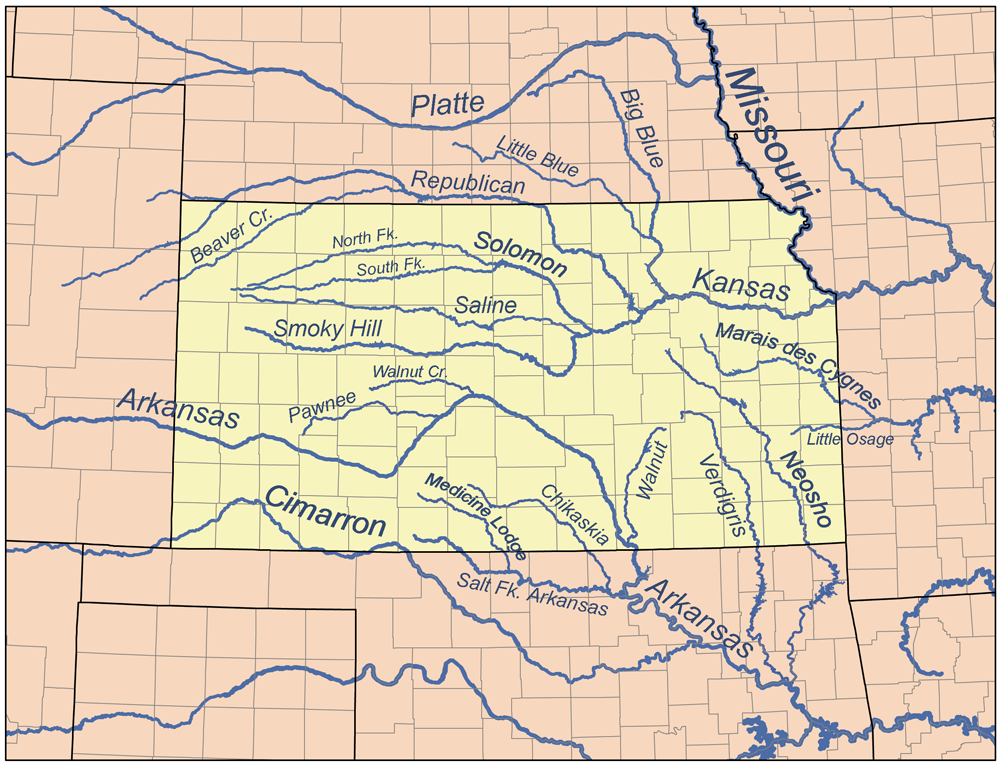
Carte des rivières du Kansas avec Little Blue River au nord

Little Blue River est une rivière de 394 km de long située dans le sud du Nebraska et le nord du Kansas dont la ligne de crête du bassin versant servit de repère aux cavaliers de Pony Express et d'itinéraires de train de chariots utilisés pour la première fois par les émigrants de la Piste de l'Oregon.
Le Little Blue prend sa source au sud de Minden dans le comté de Kearney au Nebraska.  Il rejoint la Rivière Big Blue à Blue Rapids dans le Kansas.
Les eaux de Little Blue River, autrefois connues pour la teinte bleuâtre, ont été plus tard brouillées par le ruissellement de limon provenant du labourage. Diverses autres rivières portent également le nom "Little Blue River", notamment un petit ruisseau affluent du Missouri sur les rives desquelles se déroula la Bataille de Little Blue River et qu'il ne faut pas confondre avec le présent article.